# Lijst van NXT Tag Team Champions
Dit is een chronologische lijst van NXT Tag Team Champions, een kampioenschap van WWE in het professioneel worstelen, exclusief de NXT brand. Het kampioenschap werd geïntroduceerd op 23 januari 2013. De winnaar van het toernooi was British Ambition (Adrian Neville en Oliver Grey), dat won van The Wyatt Family (Erick Rowan en Luke Haper) in de toernooifinale.

## Titelgeschiedenis
| Nr.            | Worstelaars                                                         | #              | Datum             | Stad                     | Evenement                              | Aantekeningen |
| -------------- | ------------------------------------------------------------------- | -------------- | ----------------- | ------------------------ | -------------------------------------- | --- |
| 1              | British Ambition (Adrian Neville & Oliver Grey)                     | 1              | 31 januari 2013   | Winter Park, Florida     | NXT                                    | Neville & Grey won de toernooifinale van The Wyatt Family (Erick Rowan & Luke Harper). |
| 2              | The Wyatt Family (Erick Rowan & Luke Harper)                        | 1              | 2 mei 2013        | Winter Park, Florida     | NXT                                    | Ze wonnen van Neville en Bo Dallas die de geblesseerde Grey verving. |
| 3              | Adrian Neville (2) & Corey Graves                                   | 1              | 20 juni 2013      | Winter Park, Florida     | NXT                                    | De aflevering werd uitgezonden op 17 juli 2013. |
| 4              | The Ascension (Rick Victor & Conor O'Brian)                         | 1              | 12 september 2013 | Winter Park, Florida     | NXT                                    | De aflevering werd uitgezonden op 3 oktober 2013. |
| 5              | The Lucha Dragons (Kalisto & Sin Cara)                              | 1              | 11 september 2014 | Winter Park, Florida     | NXT TakeOver: Fatal 4-Way              | [ 4 ] |
| 6              | Blake and Murphy (Wesley Blake & Buddy Murphy)                      | 1              | 15 januari 2015   | Winter Park, Florida     | NXT                                    | De aflevering werd uitgezonden op 28 januari 2015. Op 13 februari 2015 zijn hun ringnamen verkort tot Blake en Murphy. |
| 7              | The Vaudevillains (Aiden English & Simon Gotch)                     | 1              | 22 augustus 2015  | Brooklyn, New York       | NXT TakeOver: Brooklyn                 | [ 6 ] |
| 8              | The Revival (Scott Dawson & Dash Wilder)                            | 1              | 22 oktober 2015   | Dallas, Texas            | NXT                                    | De aflevering werd uitgezonden op 11 november 2015. |
| 9              | American Alpha (Chad Gable & Jason Jordan)                          | 1              | 1 april 2016      | Dallas, Texas            | NXT TakeOver: Dallas                   | [ 8 ] |
| 10             | The Revival (Scott Dawson & Dash Wilder)                            | 2              | 8 juni 2016       | Winter Park, Florida     | NXT TakeOver: The End                  | [ 9 ] |
| 11             | D.I.Y (Johnny Gargano & Tomasso Ciampa)                             | 1              | 19 november 2016  | Toronto, Ontario, Canada | NXT TakeOver: Toronto                  | 2 out of 3 falls wedstrijd. |
| 12             | The Authors of Pain (Gzim Selmani & Sunny Dhinsa)                   | 1              | 28 januari 2017   | San Antonio, Texas       | NXT TakeOver: San Antonio              | [ 11 ] |
| 13             | SAnitY Eric Young , Alexander Wolfe & Killian Dain)                 | 1              | 19 augustus 2017  | Brooklyn, New York       | NXT TakeOver: Brooklyn III             | [ 12 ] |
| 14             | Undisputed ERA Bobby Fish & Kyle O'Reilly}                          | 1              | 29 november 2017  | Winter Park, Florida     | NXT                                    | [ 13 ] |
| 15             | Moustache Mountain(Tyler Bate & Trent Seven)                        | 1              | 19 juni 2018      | Londen, Engeland         | United Kingdom Championship Tournament | Roderick Strong & Kyle O'Reilly representeerde The Undisputed Era. WWE erkent dat hun regeerperiode eindigt op 11 juli 2018, toen de volgende aflevering werd later werd uitgezonden op 26 juni 2018. |
| 16             | The Undisputed Era(Kyle O'Reilly (2) & Roderick Strong (2))         | 2              | 21 juni 2018      | Winter Park, Florida     | NXT                                    | [ 15 ] |
| 17             | War Raiders/The Viking Experience/The Viking Raiders(Hanson & Rowe) | 1              | 26 januari 2019   | Phoenix, Arizona         | NXT TakeOver: Phoenix                  | Tijdens hun regeerperiode, werd hun team omgedoopt tot The Viking Experience (en individuele ringnamen respectievelijk naar Ivar en Erik) toen ze werden verwezen naar het merk Raw tijdens de WWE Superstar Shake-up 2019. De week daarop werd hun teamnaam opnieuw veranderd in The Viking Raiders. De titel verhuisde niet naar Raw, maar het team bleef kampioen totdat ze vrijwillig de titels vacant stelde op de opnames van NXT op 1 mei 2019. |
| Vacant gesteld | Vacant gesteld                                                      | Vacant gesteld | 1 mei 2019        | Winter Park, Florida     | NXT                                    | The Viking Raiders (Erik & Ivar) hebben vrijwillig de titels vacant gesteld, omdat ze niet meer bij NXT waren. |
| 18             | Street Profits(Angelo Dawkins & Montez Ford)                        | 1              | 1 juni 2019       | Bridgeport, Connecticut  | NXT TakeOver: XXV                      | Dit was een fatal 4-way tag team ladder match. |
| 19             | The Undisputed Era (Bobby Fish (2) & Kyle O'Reilly (3))             | 3              | 15 augustus 2019  | Winter Park, Florida     | NXT                                    | WWE erkent dat hun regeerperiode begint op 28 augustus 2019, toen de aflevering later werd uitgezonden. |
| 20             | The BroserWeights (Matt Riddle & Pete Dunne)                        | 1              | 16 februari 2020  | Portland, Oregon         | NXT TakeOver: Portland                 | [ 20 ] |
| 21             | Imperium(Fabian Aichner & Marcel Barthel)                           | 1              | 13 mei 2020       | Winter Park, Florida     | NXT                                    | Wonnen van Riddle & Timothy Thatcher, die Dunne verving, omdat Dunne (die in het VK woont) niet naar de VS kon reizen vanwege reisbeperkingen door de COVID-19-pandemie. |
| 22             | Breezango (Fandango & Tyler Breeze)                                 | 1              | 26 augustus 2020  | Winter Park, Florida     | NXT                                    | [ 22 ] |
| 23             | Oney Lorcan & Danny Burch                                           | 1              | 21 oktober 2020   | Orlando, Florida         | NXT                                    | [ 23 ] |
| Vacant gesteld | Vacant gesteld                                                      | Vacant gesteld | 23 maart 2021     | —                        | —                                      | NXT General Manager William Regal stelde de titels vacant, nadat Danny Burch een schouderblessure had opgelopen. |
| 24             | MSK (Wes Lee and Nash Carter)                                       | 1              | 7 april 2021      | Orlando, Florida         | NXT TakeOver: Stand & Deliver          | Dit was een triple threat tag team match. |